# 陈汉章
陈汉章（1864年3月13日—1938年6月29日），谱名得闻，字云从，号倬云，晚号伯弢，浙江省宁波市象山县东陈乡东陈村人，清末民国史学家、经学家。

## 生平
清同治三年（1864年）3月生于浙江象山县。举人出身，与章炳麟同学，俞樾学生。宣统元年（1909年），应聘任教京师大学堂。后任北京大学国文、哲学、史学系教授。民国十七年（1928年），出任南京國立中央大學教授，兼史学系主任。

## 著名学生
有许德珩、沈雁冰、冯友兰、范文澜等。

## 著作
《缀学堂初稿》2册，《缀学堂丛稿初集》10种。
《十三经疏中疏》，《论语征知录》，《周易杂说》，《诗学发微》等。